# Qualcuno da amare (film 1993)
Qualcuno da amare (Untamed Heart) è un film del 1993, diretto da Tony Bill e interpretato da Marisa Tomei e Christian Slater.

## Trama
Caroline è una giovane donna che vive a Minneapolis. È una studentessa di una scuola di bellezza e una cameriera part-time in una tavola calda. Lavora con la sua migliore amica Cindy e Adam, un cameriere e lavapiatti che sta per conto suo. Una notte al lavoro, dopo che l'ultimo fidanzato di Caroline la lascia, lei e Cindy si ritrovano a parlare di Adam, che Cindy confessa essere "piuttosto carino".
Una notte, tornando a casa dal lavoro, Caroline viene avvicinata da due uomini che tentano di violentarla, ma Adam si presenta e li respinge. All'insaputa di Caroline, Adam la seguiva a distanza ogni notte per assicurarsi che tornasse a casa sana e salva. La sera successiva al lavoro, Caroline ringrazia Adam per essere venuto in suo soccorso, e lui inizia tranquillamente ad aprirsi con lei, avvicinando i due. Caroline in seguito confida a Cindy di essere stata quasi violentata e che Adam le ha salvato la vita, e quindi ora è interessata ad Adam, cosa che Cindy sostiene.
Le cose iniziano a migliorare per Caroline quando lei e Adam diventano una coppia: Caroline acquista un'auto usata e Adam inizia a superare la sua timidezza. Una notte gli stessi due uomini che hanno tentato di violentare Caroline attaccano e pugnalano Adam fuori dal ristorante. Adam viene portato d'urgenza in ospedale e Caroline in seguito identifica gli autori in un confronto con la polizia. Mentre Adam si sta riprendendo, Caroline scopre che ha un difetto cardiaco e che morirà senza trapianto. Adam, sostenendo di avere un cuore di babbuino (raccontatogli affettuosamente da una suora dell'orfanotrofio dove è cresciuto), si rifiuta di ascoltarlo, affermando che ha paura che non sarà più la stessa persona se riceverà un trapianto. Caroline cerca di assicurare ad Adam che l'amore viene dalla mente e dall'anima di una persona, ma è profondamente toccata quando Adam chiede perché fa così male "qui" (indicando il proprio cuore) quando il cuore è spezzato.
Nel giorno del suo compleanno, Caroline fa visita ad Adam nel suo appartamento e lo sorprende portandolo a una partita di hockey dei Minnesota North Stars, ma Adam la sorprende con fiori e un regalo che le ha lasciato da aprire solo al loro ritorno. Durante la partita, Adam prende un disco da hockey vagante e, mentre torna a casa, Adam si addormenta accanto a Caroline, ma quando raggiungono casa sua lei scopre con orrore che il suo cuore ha ceduto ed è morto nel sonno.
Dopo il funerale di Adam, Caroline va nel suo appartamento e apre il regalo che le ha fatto: una scatola dei suoi album di dischi con un biglietto scritto a mano che dichiara il suo amore.

## Produzione e incassi
Le riprese si sono svolte interamente a Minneapolis tra il 23 marzo e il 16 maggio 1992. Il film è uscito negli Stati Uniti d'America il 12 febbraio 1993, incassando poco meno di 20 milioni di dollari.

## Riconoscimenti
- MTV Movie Awards 1993: Attore più attraente (Christian Slater)